# 五島聡
五島 聡（ごとう さとし、1961年1月23日 - ）は、法人保険営業マン向けの塾などを主宰。経営する会社は中小企業経営力強化支援法に基づく経営革新等支援機関として中小企業庁から認定されている。
一度に50億円の保険契約を扱うなど前代未聞の営業実績により、ソニー生命保険株式会社に入社して最短（2年4カ月）でエグゼクティブライフプランナーに就任した。

## 経歴
愛媛県越智郡生まれ。広島経済大学経済学部卒業。大学時代は空手部に所属。
大学卒業後、西尾レントオール株式会社に就職。債権（未払い金）の回収などで実績を残した。
1993年、ソニー生命保険株式会社のマネジャーの目にとまり、スカウトされて同社に転職、ライフプランナーに。
最初は個人保険を中心に営業活動をしてきたが、あるとき道端で顧客から声をかけられてがく然とする。その当時の五島は新規顧客開拓に追われ、保険の売りっぱなし状態にあり、既契約者へのフォローが全くと言っていいほどできていなかったからだ。顧客の顔や名前、契約内容がすぐに浮かばないような売り方は間違っていると思い至る。時を前後して、ビジネスマッチングの手法を導入して、顧客の困りごとや問題の解決を図るようになる。
2009年に保険営業マン向けの私塾「ビジネスマッチング実践会」を立ち上げ、現在は戦略法人保険営業塾と改名して全国５都市で開催。

## 人物・エピソード
趣味は瀬戸内海での船釣り。
1996年、代理店として独立、ソネット広島株式会社代表取締役に就任。
2000年、エフピーステージ株式会社代表取締役に就任。2004年、同社をエーオン・ジャパン株式会社にM&Aで売却。取締役・ゼネラルマネジャーに就任。
2007年、エーオン・ジャパン株式会社からMBOでエフピーステージ株式会社を買収。新たにエフピーステージ株式会社を設立し、代表取締役に就任。

## 受賞歴
- 1993～95年、ソニー生命保険株式会社で全国8位/1,203名。同社の社長杯で全国5位/1,775名。同社の社長杯MDRTトップ・オブ・ザ・テーブル全国5位/2,642名
- 1996～98年、毎年MDRTトップ・オブ・ザ・テーブル

## 著作
- 『保険料50億円を獲得する思考術』（近代セールス社、2011年）
- 『トップ5％の営業マンだけが知っている34の方法』（共著、サンマーク出版、2012年）
- 『社長最後の大仕事。借金があっても事業承継—後継者に過剰債務を残さないスマート経営』（共著、ダイヤモンド社、2014年）